# Lancea
Lancea es un género con dos especies de plantas de flores perteneciente a la familia Mazaceae. 

## Especies seleccionadas
- Lancea hirsuta
- Lancea tibetica

- Datos: Q2587772
- Multimedia: Lancea / Q2587772
- Especies: Lancea